# Kristina Quintano
Kristina Ragnhild Anna Marizza Sekne Quintano (née en 1975) est autrice, traductrice, éditrice et militante pour les droits de l'homme. Elle a la double nationalité norvégienne et maltaise. En 2024, elle a remporté le prix Brage pour son livre « Flukt » dans la catégorie non-fiction pour enfants et adolescents.
Elle dirige la page Facebook « Budbringeren fra helvete » (Le messager de l'enfer), où elle documente les noyades et les traversées en Méditerranée, dans l'océan Atlantique au large des îles Canaries et dans la Manche. Kristina Quintano a créé et dirigé plusieurs organisations qui viennent en aide aux réfugiés, notamment en Grèce, au Liban, à Malte et à Gaza.
Kristina Quintano organise également un festival annuel à l'occasion de la Journée des Nations Unies, le 24 octobre, qui se consacre à la situation des réfugiés dans le monde.

## Récompenses
En 2021, elle a remporté le premier prix Samtidenprisen pour sa contribution à l'information de la société contemporaine sur la crise des réfugiés.
Elle a été nommée en tant que Femme la plus courageuse de l'année en 2021 par le magazine Tara.
Pour son travail humanitaire, elle a reçu le prix commémoratif Annette Thommessen de la NOAS en 2022.
En octobre 2024, elle a reçu le prix de non-fiction en librairie pour le livre Smugler eller grenselos ?
En novembre 2024, Quintano a remporté le prix Brage dans la catégorie non-fiction pour enfants et adolescents, pour le livre Flukt, 11ungdommers historier om reisen, frykten og håpet,